# 天门山
天门山（英語：Tianmen Mountain）坐落在中国湖南省张家界市永定区，因自然奇观天门洞而得名，也因天门洞而蜚声世界，被誉为“湘西第一神山”、“武陵之魂”和“张家界之魂”。

## 沿革
三国时期，263年，天门山突然裂开一个大洞，当地官员报告给吴国君主孙休，孙休认为是吉兆，故而命名“天门洞”。
1992年7月，天门山被批准为国家森林公园。

## 地理

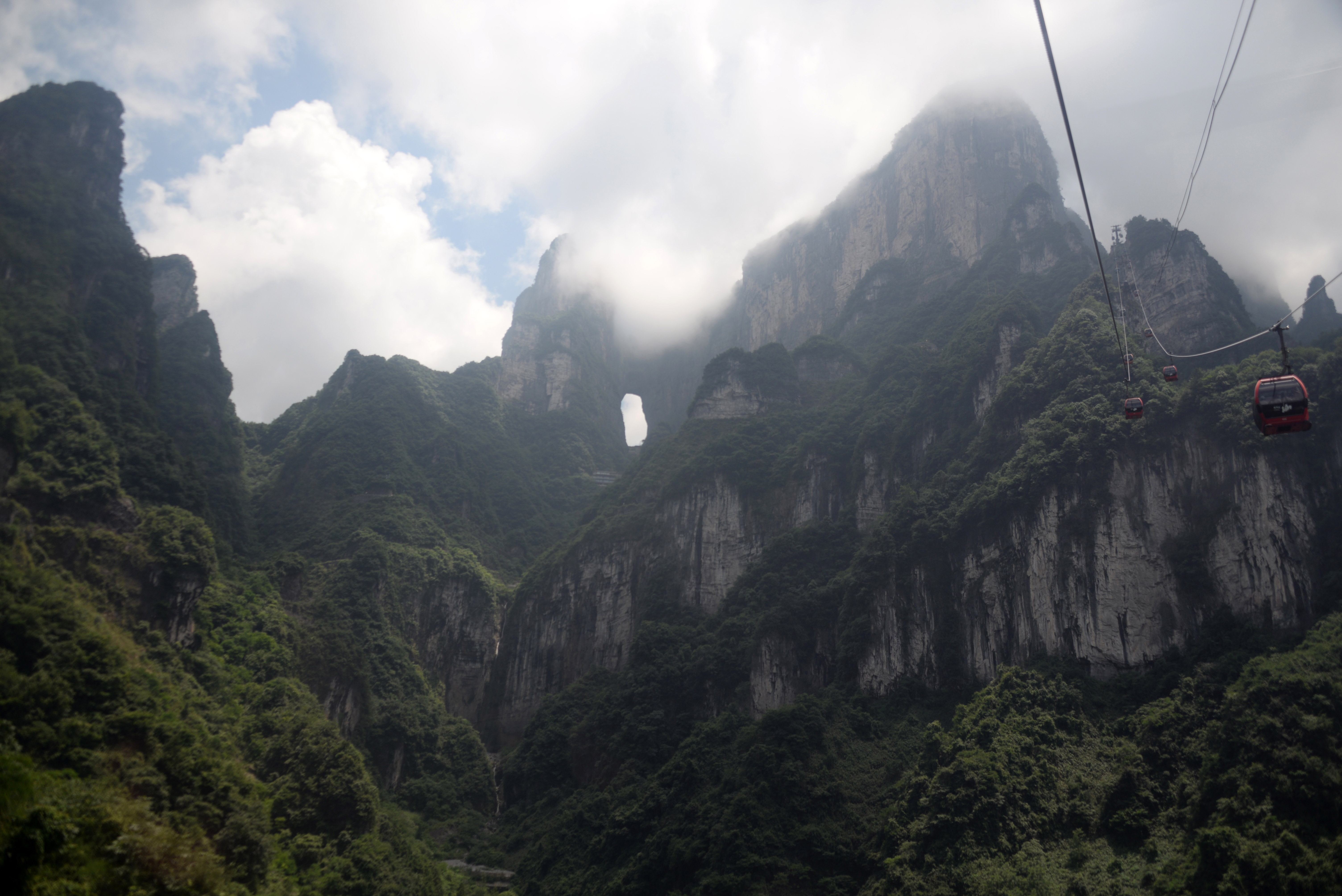
缆车远眺天门山

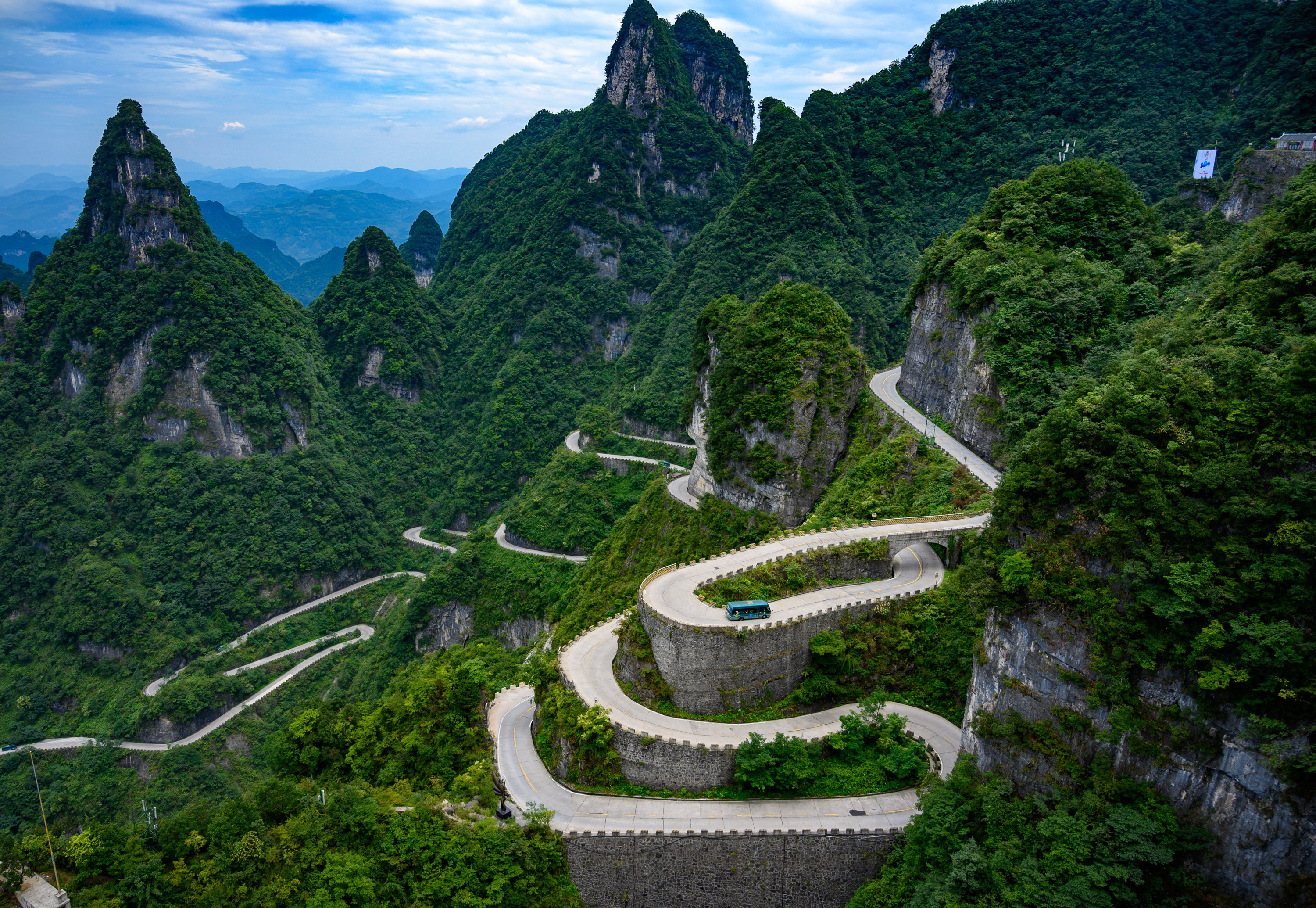
天门山盘山公路

張家界的主峰海拔为1518.6米，平均海拔在1400米之上。天门山国家森林公园面积达190多平方公里。天门山始于燕山构造期，后经过喜马拉雅山造山运动，以及千万年的风雨剥蚀，形成了喀斯特台型地貌。植被属于原始次生林。

## 景观

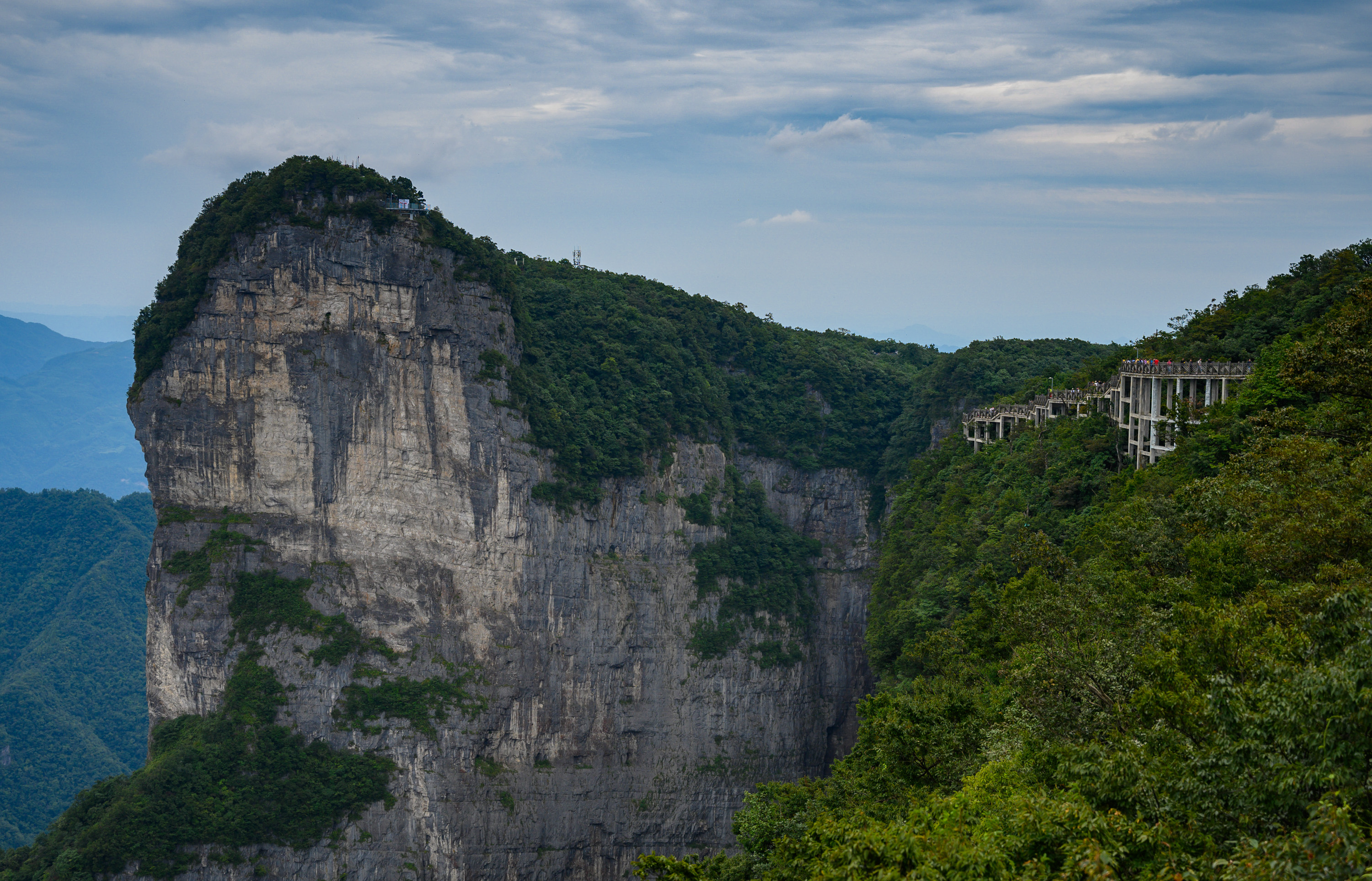
天门山悬崖

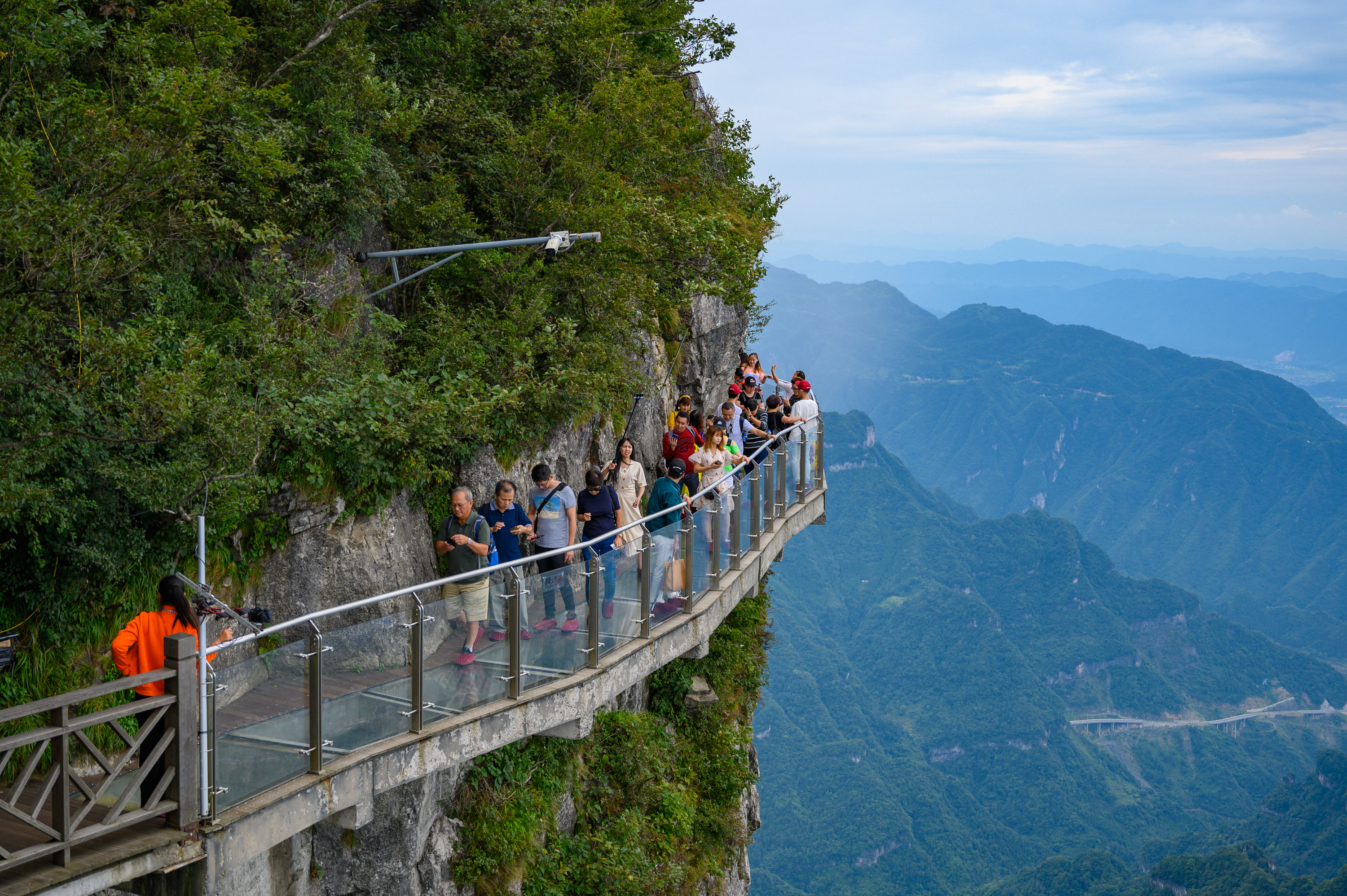
天门山玻璃栈道

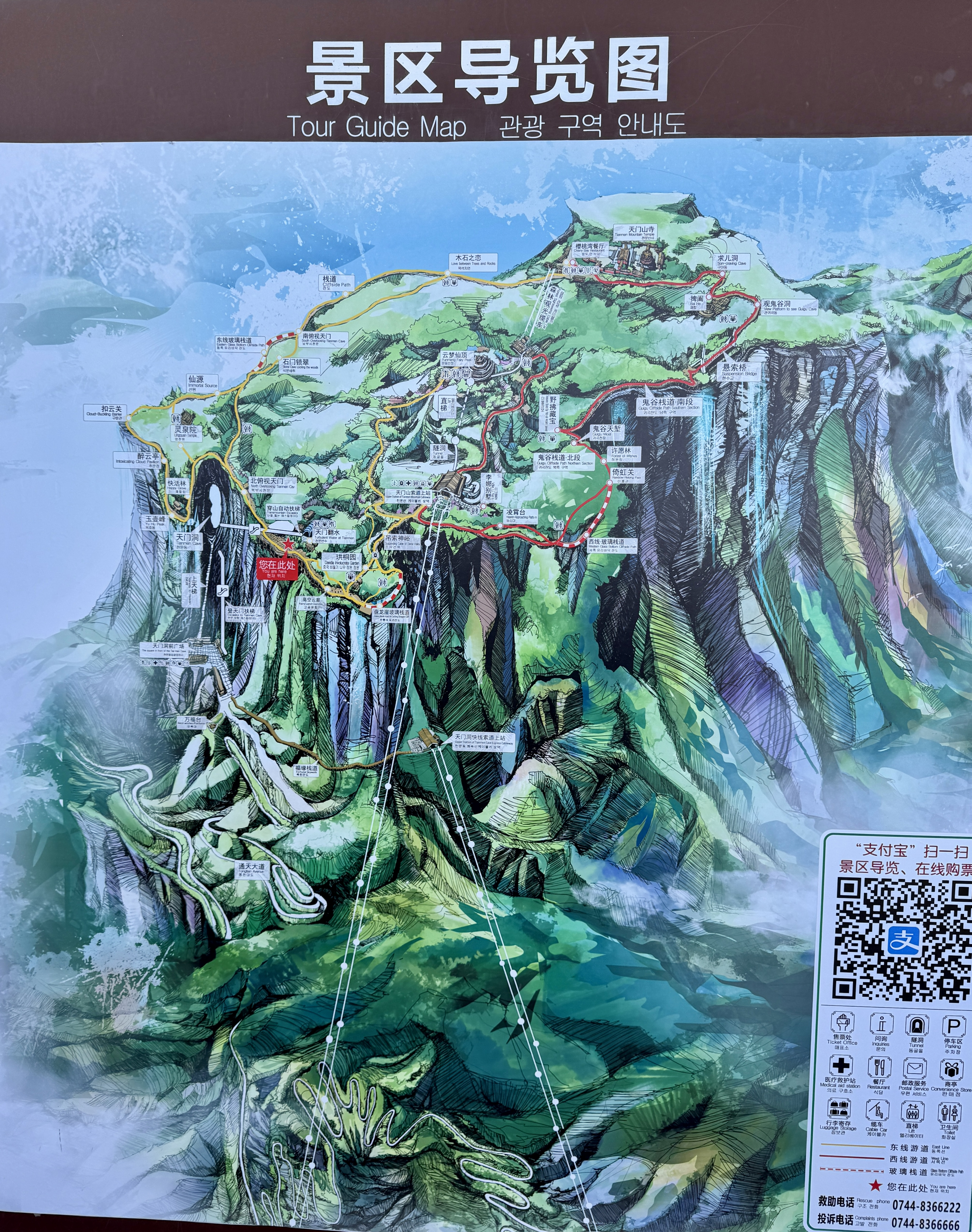
导览图

### 天门山索道
天门山索道线路斜长7455米，上、下站水平高差1279米，是世界最长的单线循环脱挂抱索器车厢式索道。

### 鬼谷栈道
天门山的侧壁上有鬼谷洞因而得名。

### 玻璃栈道
长60米，最高处海拔1430米，可与举世闻名的美国大峡谷玻璃走廊“天空之路”媲美。

### 通天大道盘山公路
天门山的盘山公路全长10.77公里。从山脚一直蜿蜒而上山顶。

### 天门洞
天门洞高131.5米，宽57米，深60米。

### 李娜别墅
河南籍歌手李娜1997年5月23日游览天门山，6月6日将户口迁移到张家界市永定区，并且建筑李娜别墅一栋于天门山山顶，一月之后在山西省五台山普寿寺出家为尼。后出走美国。

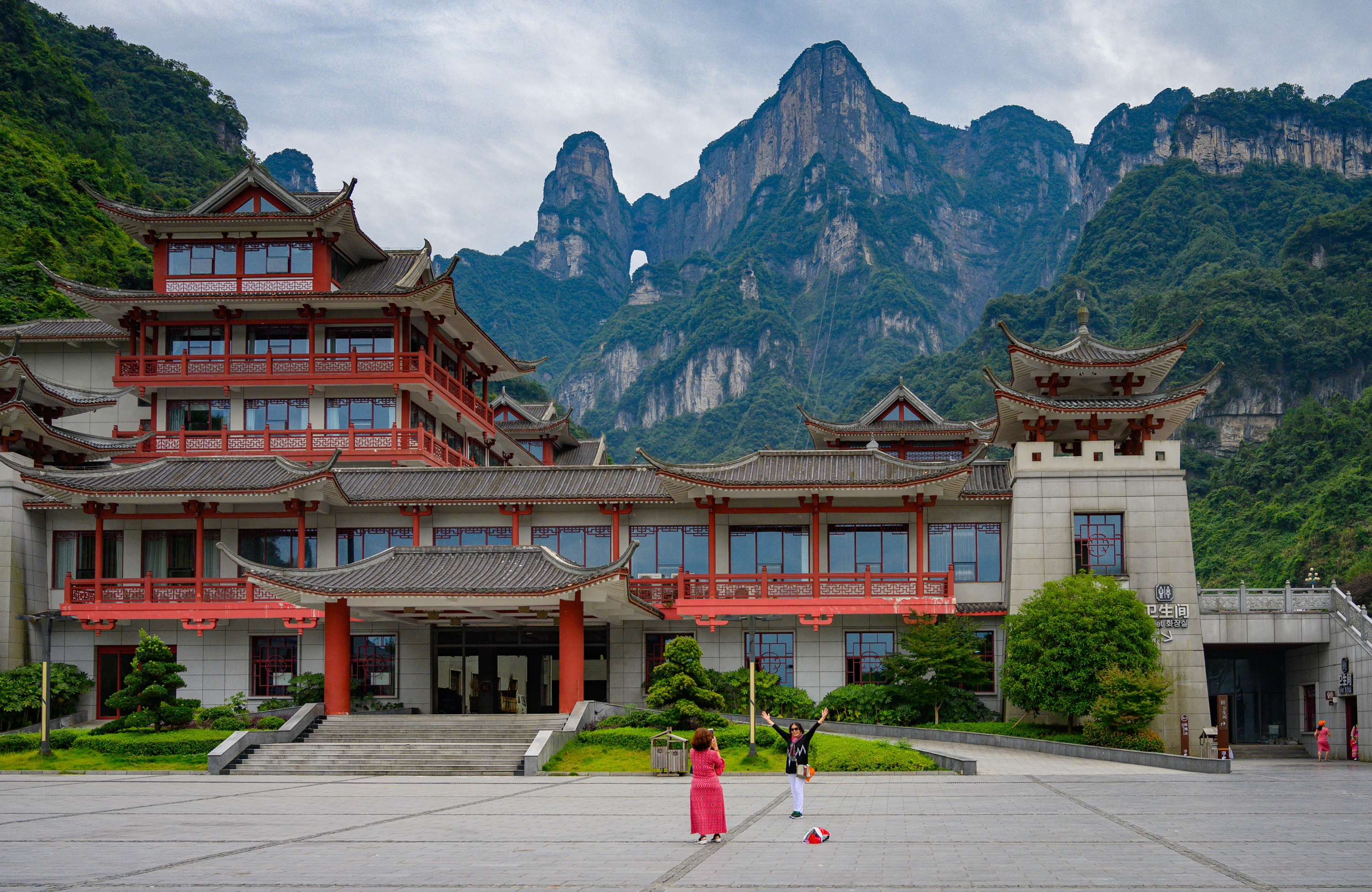
山门
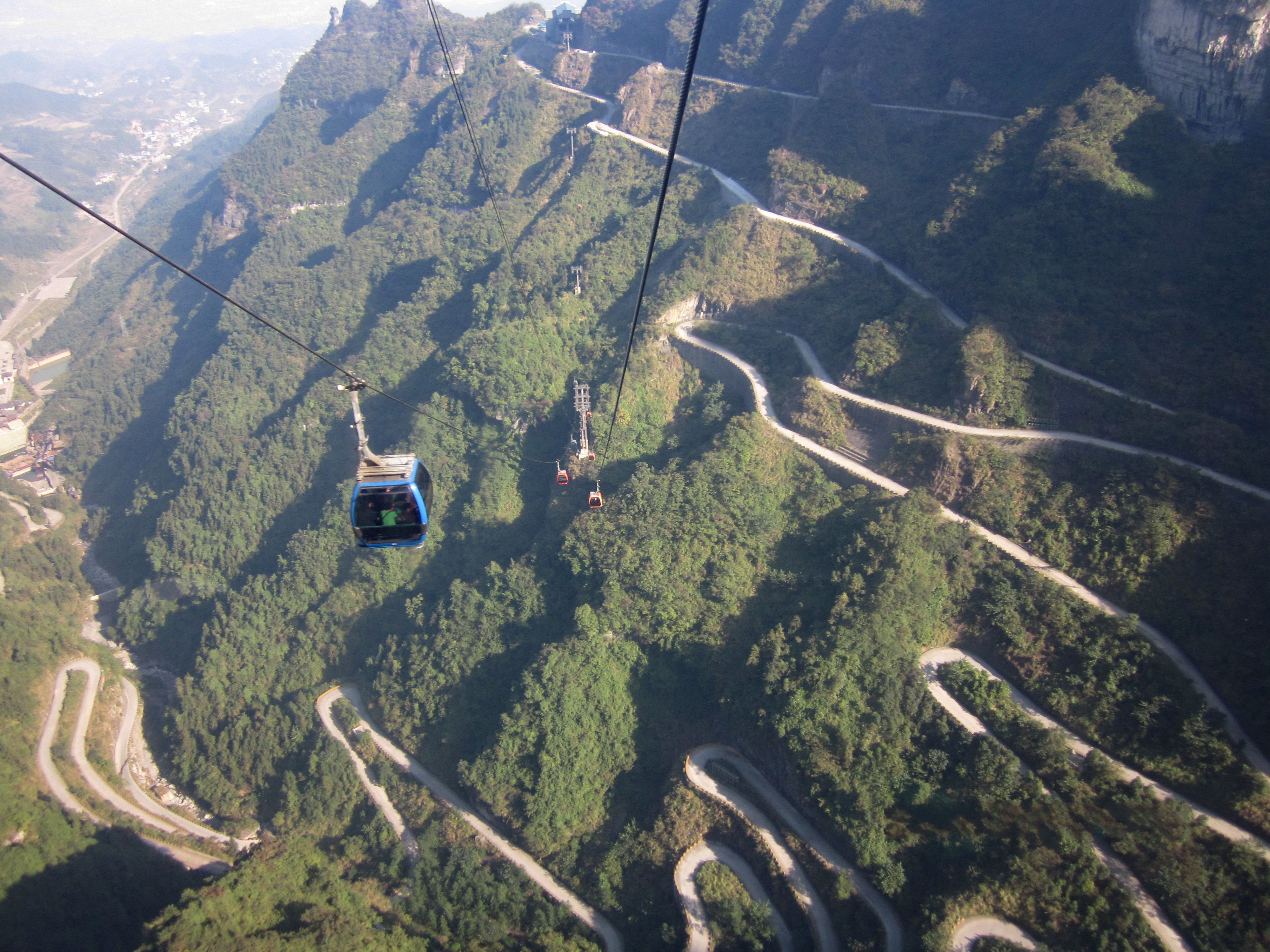
天门山索道景观
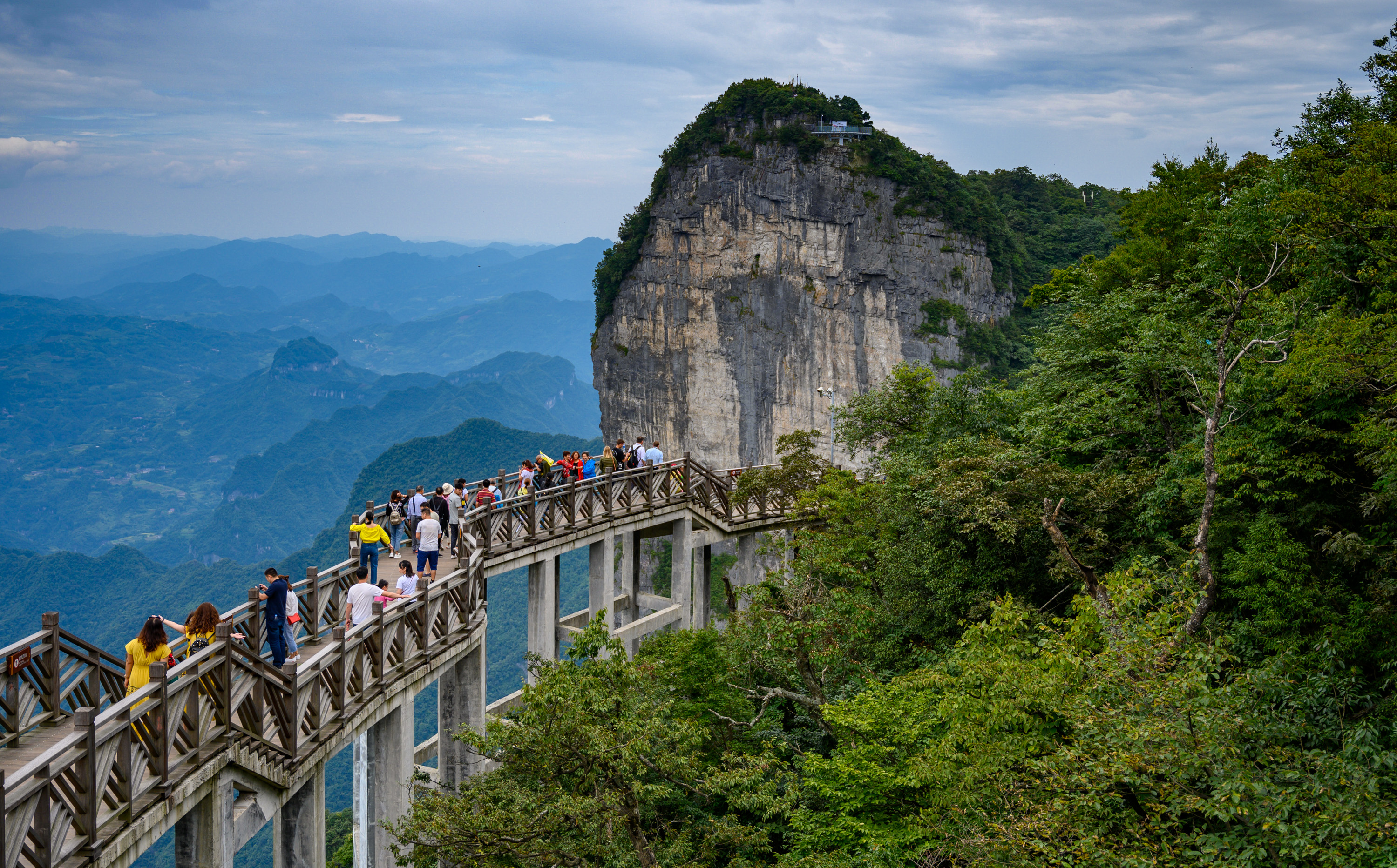
栈道
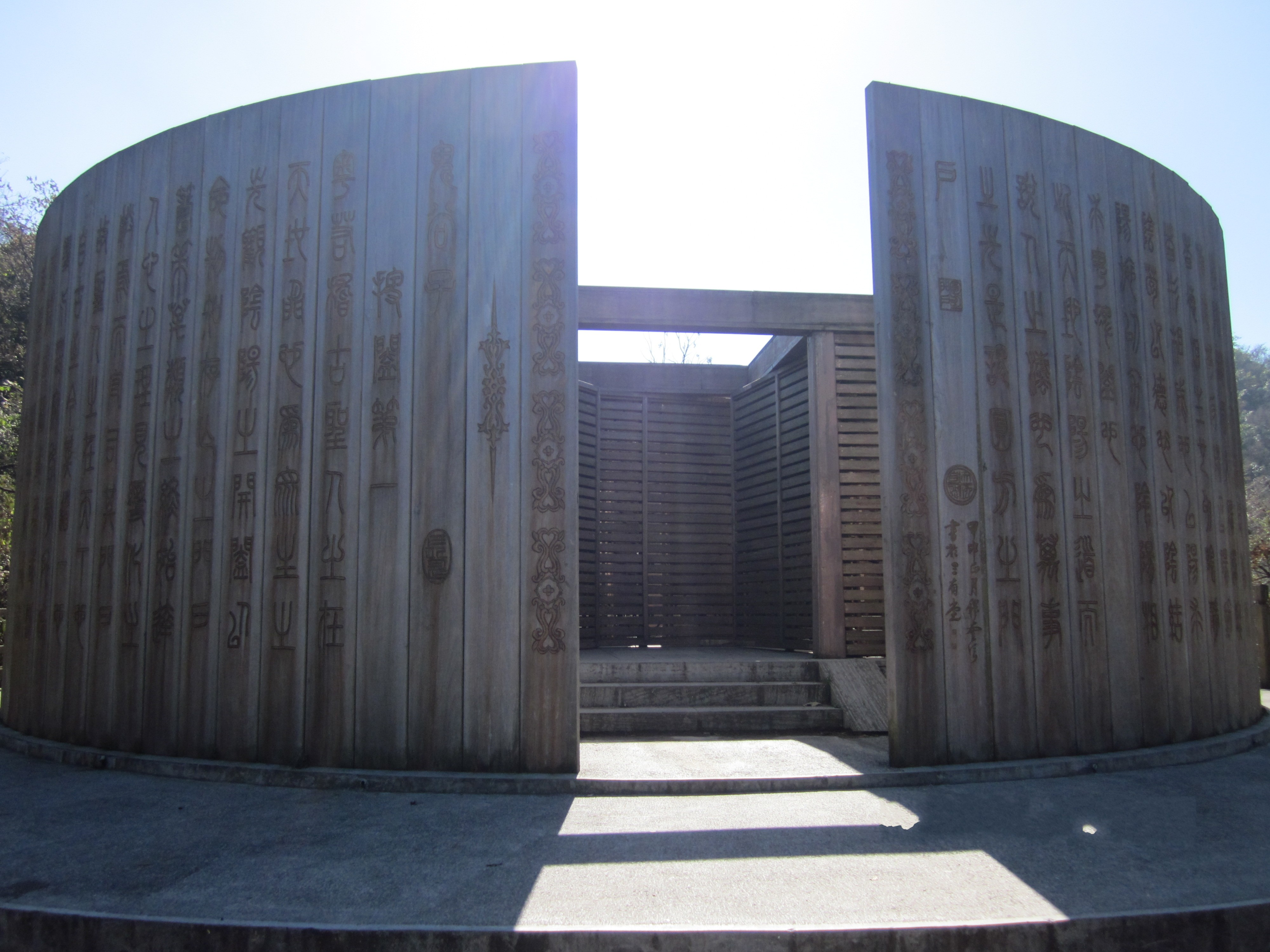
捭阖
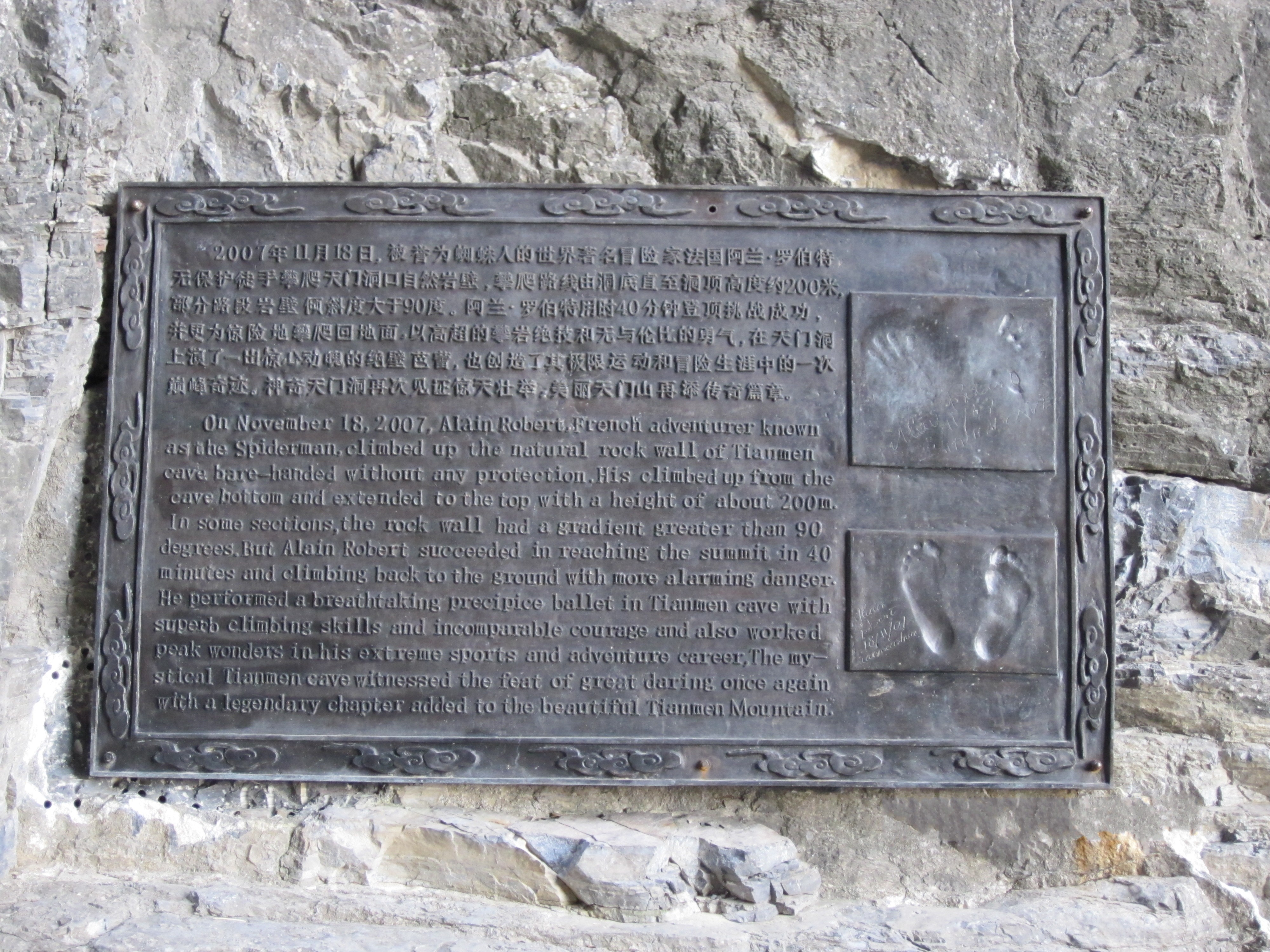
法国冒险家阿兰·罗伯特纪念碑
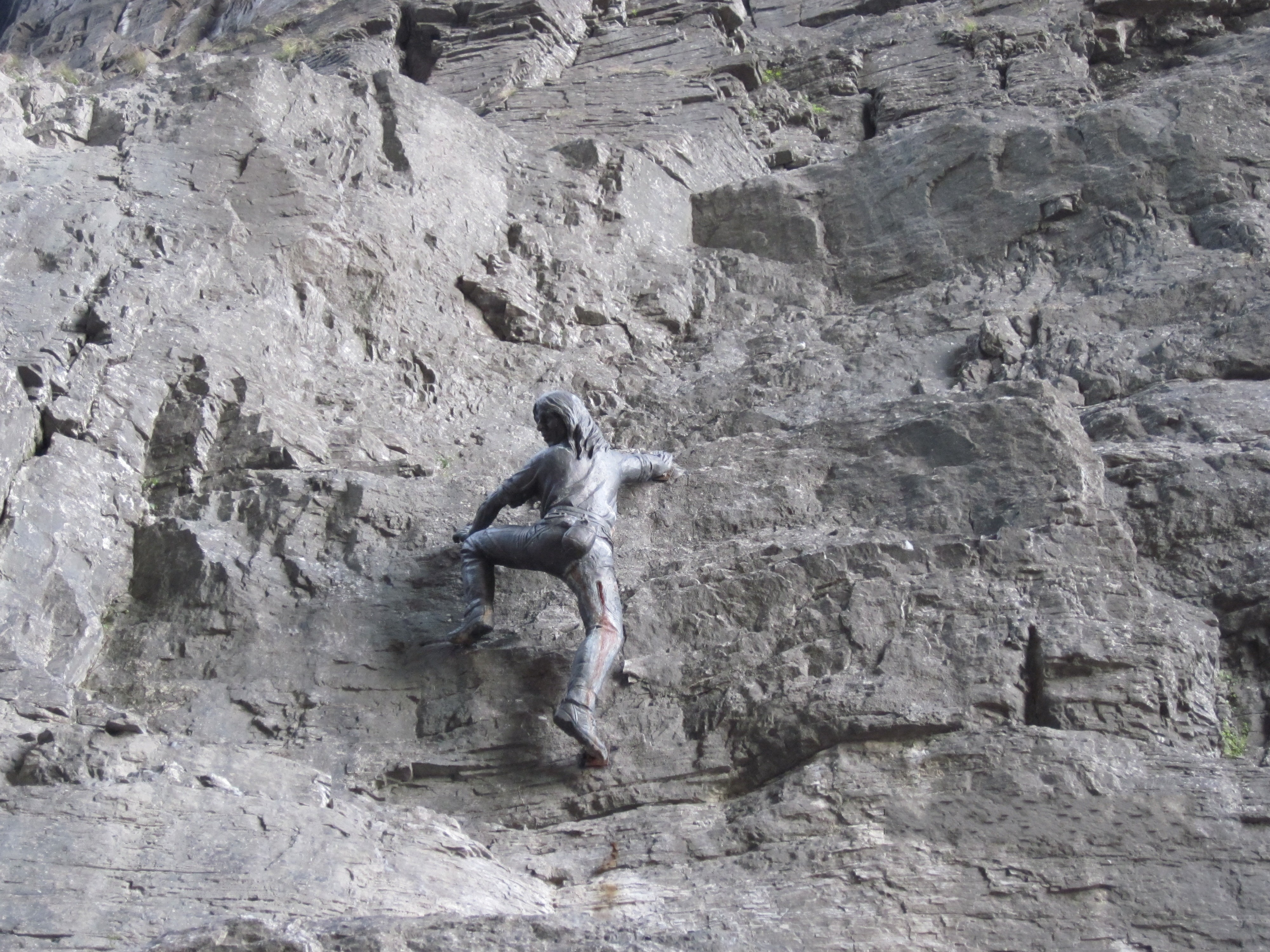
法国冒险家阿兰·罗伯特雕像
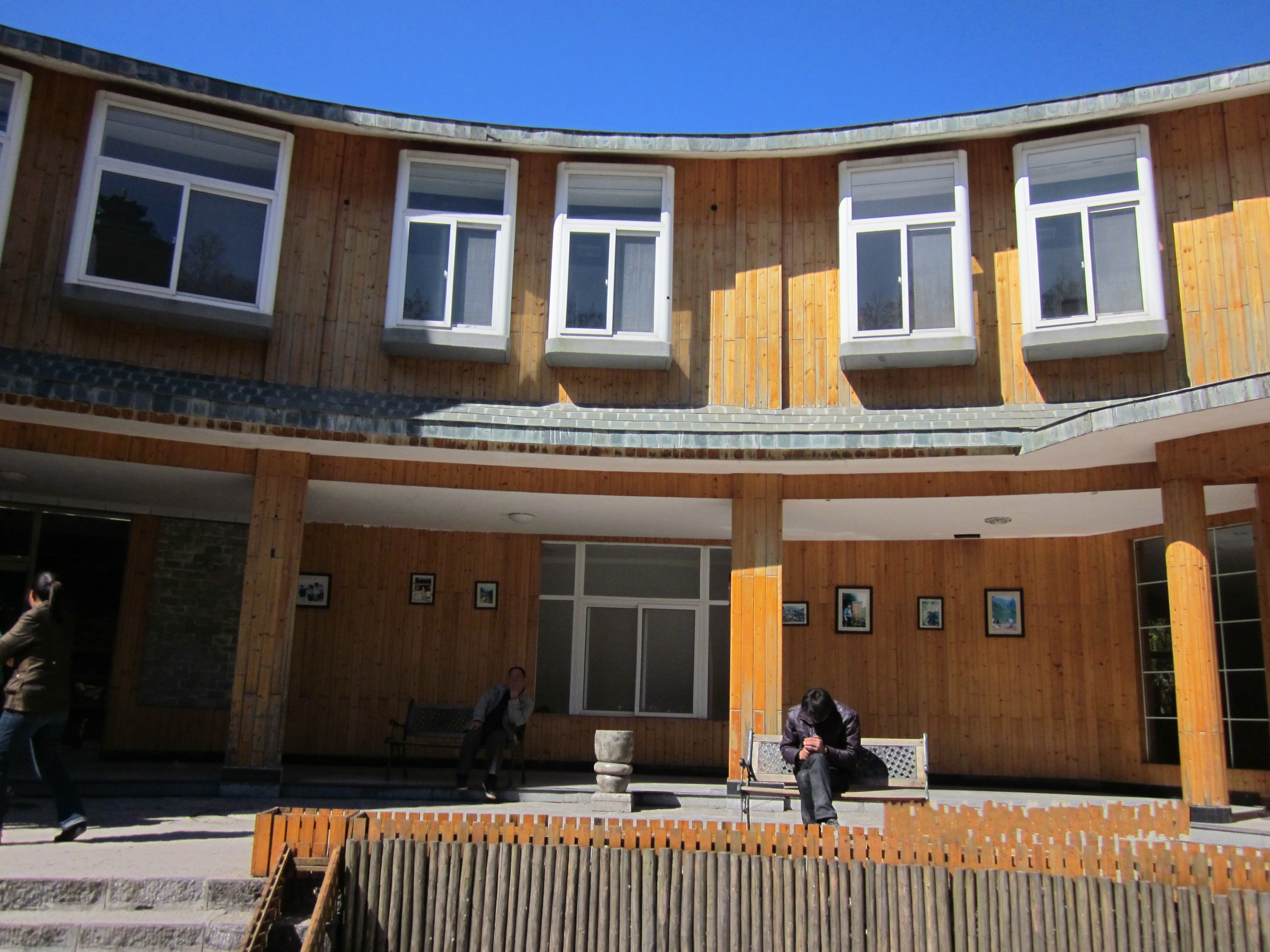
李娜别墅
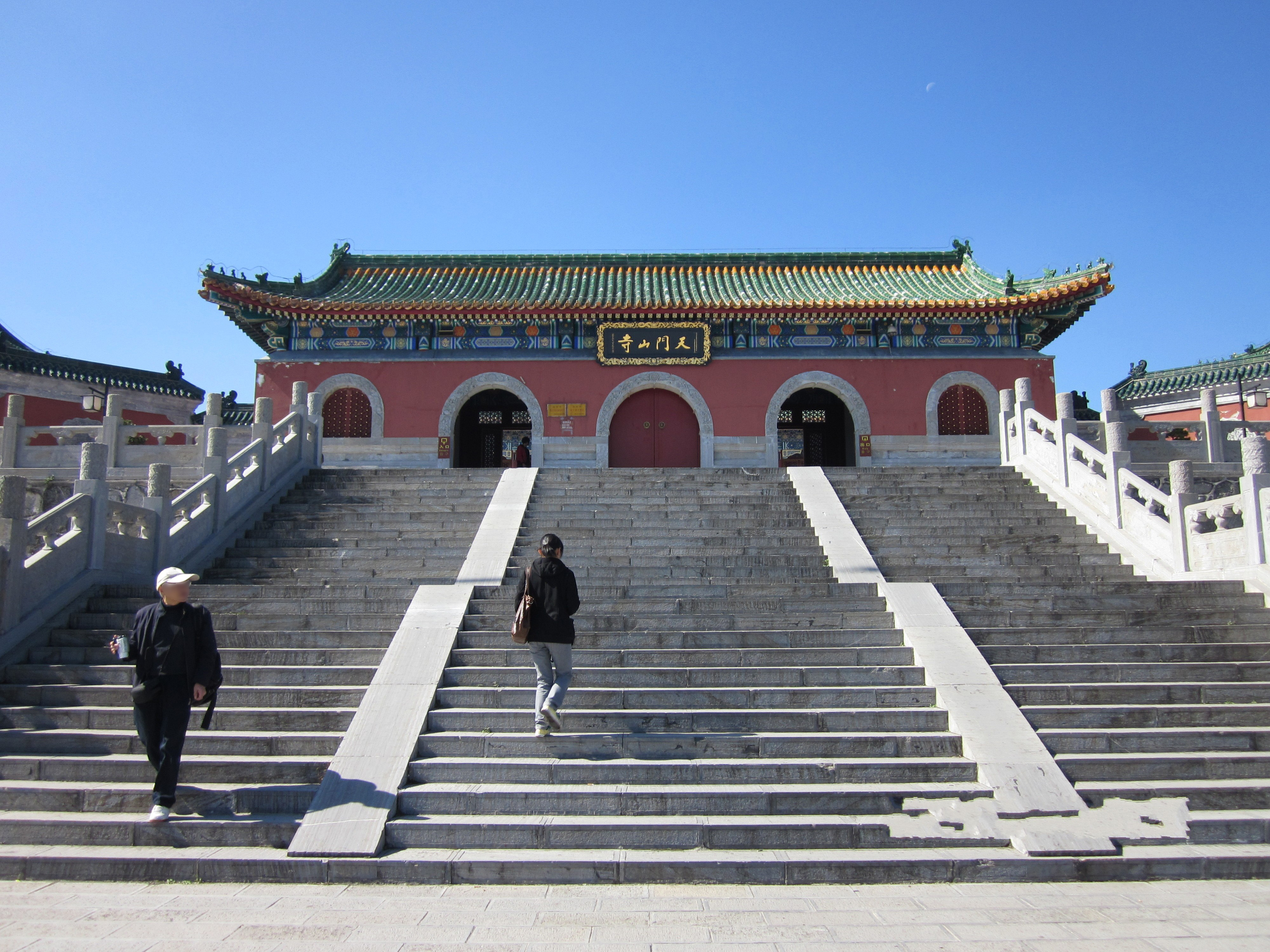
天门山寺

### 天门山寺
明朝汉传佛教寺庙。

## 事故
- 2013年10月8日，匈牙利“翼装侠”维克多·科瓦在天门山试跳时坠落天门山盘山公路第84道弯处身亡[3]。
- 2016年7月1日，一名长沙籍女游客卢某在天门洞景点游览时，被高处落石砸中身亡[4]。
- 2016年7月30日，一名游客在天门山景区游玩时，因天气酷热体力不支中暑身亡[5]。
- 2016年9月13日，辽宁抚顺游客刘丽君与丈夫一起到天门山游玩时，被悬崖上方滚落石头砸伤致残[6]。
- 2017年1月26日，加拿大“翼装侠”格雷厄姆·迪金森独自在天门山东线玻璃栈道进行翼装飞行训练时摔亡[7]。
- 2018年6月13日，一名江西游客在天门山景区西线玻璃栈道处翻越护栏跳下山崖自杀身亡[8]。
- 2020年5月12日，一名24岁大四女生在天门山进行翼装飞行时失联，5月18日该女生被发现，已无生命体征。遇难者失事时降落伞未打开[9]。
- 2023年4月4日，4名遊客於下午1時50分許在天門山景區山頂西線玻璃棧道上翻越護欄後集體跳崖。其中1名遊客被攔下後送醫，發現服下毒藥，經搶救後無效身亡。4名遊客為3名男子、1名女子，分別來自福建、河北、河南、四川，年齡22歲至33歲[10]。